# よしきくりん
よしき くりん（1965年1月26日 - ）は、日本のマルチタレント。神奈川県出身。現在は株式会社ラン・プロデュースに所属。

## 略歴
東京女学館短期大学卒。
以前は大沢事務所に所属していた。

## 人物・エピソード
- ダイハツ・ミラパルコのCMソング（♪乗ればHOLIDAY ミラパルコ～明日はSUNDAY ミラパルコ～♪）でデビュー。
- CM・番組ナレーションを中心に活動をしているが、ラジオ番組やイベントの司会でも活躍。
- 1994年にコナミから発売されたゲームソフト「ときめきメモリアル」の早乙女優美役で、声優としての人気を得る。
- 2009年12月、通販番組のジュピターSHOP CHANNEL「KLynYoshiki ニットコレクション」で、デザイナーデビュー。その独特なファッションセンスを活かし、アパレルデザイナーとしても活動している。
- 特技はダンス、ゴルフ[2]。趣味は車、人間ウォッチング[2]。

## 出演作品
※太字はメインキャラクター。

### CMソング
- 田中貴金属工業「積立コツコツキャンペーン」CMソング、着うた
- 味の素「やさしお」CMソング／ナレーション
- タカラトミー「ケイタイわんこ」CMナレーション
- 雪印「ネオソフト」CMソング
- LOTTE「コアラのマーチ」CMソング／ナレーション
- セキスイハイム「セキスイハイム」CMナレーション
- 王子製紙「ネピア」CMナレーション

### 番組ナレーション
- テレビ東京「夢のトカチン王国」番組ナレーション
- NHK「悩めるゴルファー駆け込み道場」	番組ナレーション
- フジテレビ「ガッチャ!フジテレビ!」ステーションコール
- 日本テレビ「うれすじ」番組ナレーション
- フジテレビ「ウォンテッド!!」 番組ナレーション

### ゲーム
- ときめきメモリアルシリーズ
- ときめきメモリアル（早乙女優美） コナミ PCE／SS／PS

### 実写
- Shall we ダンス(1996年)

### ラジオ
- うえちゃんのほっとラジオ ヨッ!お疲れさん（ニッポン放送）
- うえちゃんの花の土曜日おっかけラジオ（ニッポン放送）
- うえちゃんの涙の電話リクエスト（ニッポン放送）

### インターネットTV
- オトノバロン- メインMC

## 関連人物
- 上柳昌彦
- オトノ葉Entertainment